# Petit Manseng

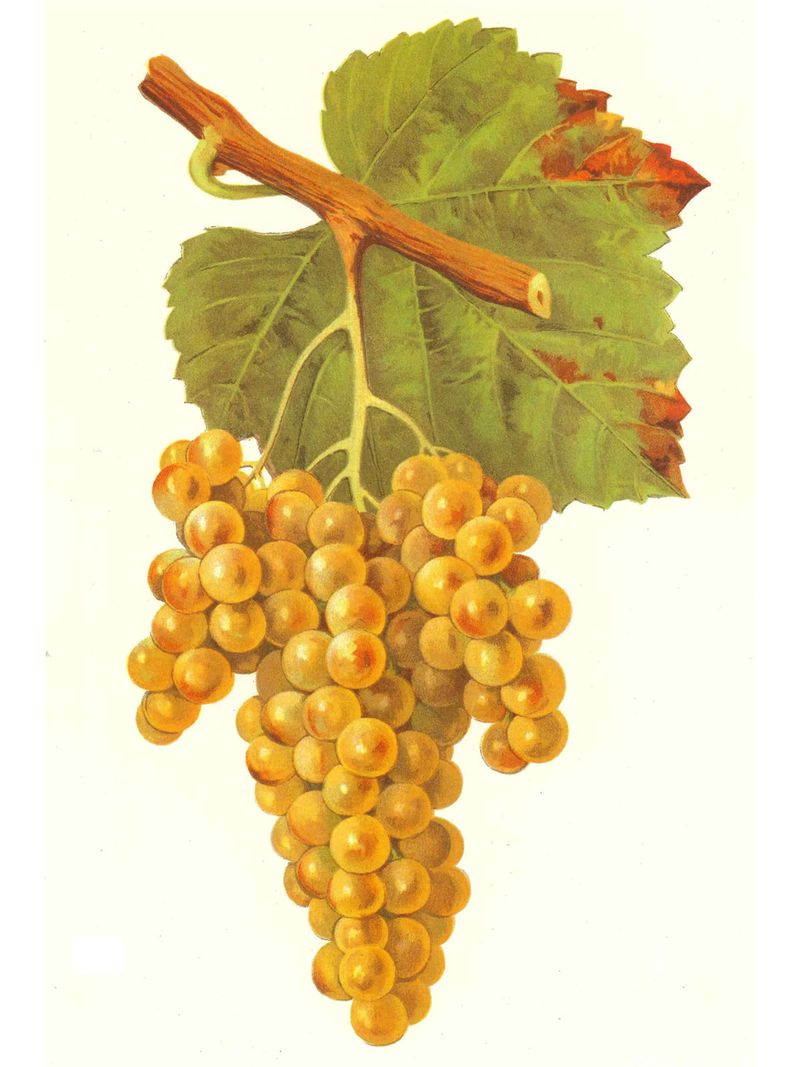
Petit Manseng im Buch von Viala & Vermorel

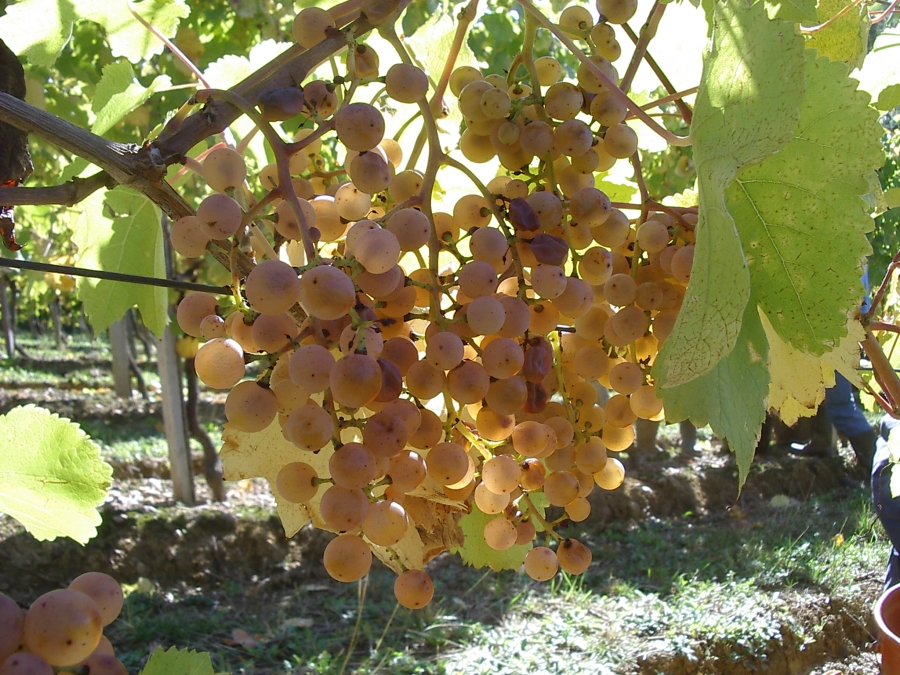
Reifen Beeren der Rebsorte Petit Manseng in einem Weinberg bei Monein.

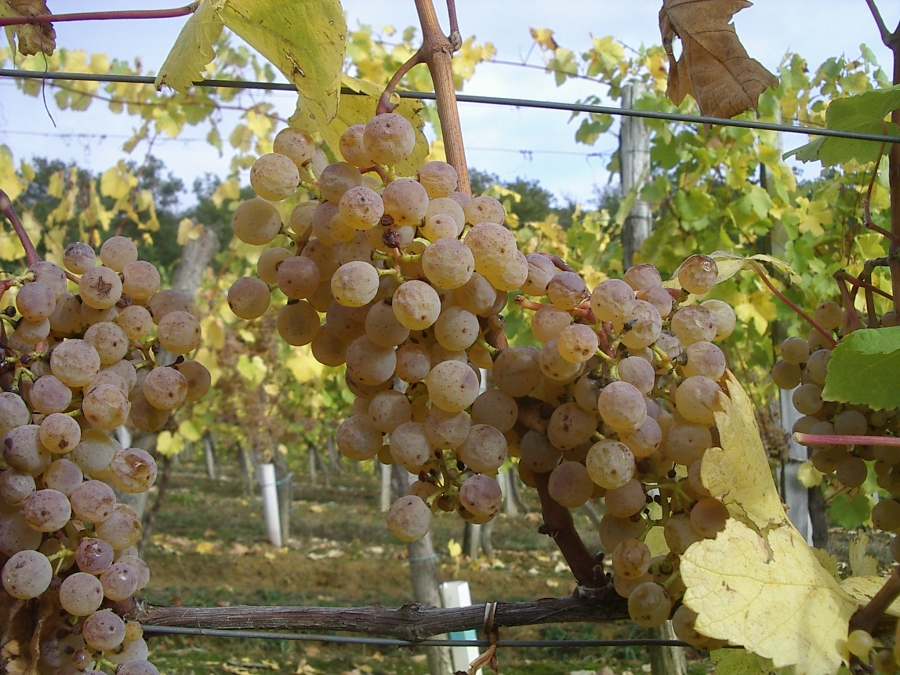
Überreife Beeren, die bereits eingeschrumpft sind. Aus diesen Beeren wird ein gehaltvoller Süßwein gewonnen.

Die Weißweinsorte Petit Manseng  ist eine ertragsschwache aber hochwertige Sorte mit kleinen und hartschaligen Beeren. Durch die harte Schale kann die Traube ohne Schäden lange am Stock reifen und bildet dabei einen sehr hohen Zuckergehalt (→ Mostgewicht) durch Einschrumpfen aus. Sie gibt als Hauptbestandteil den süßen Weinen von den französischen Weinbaugebieten Jurançon und Pacherenc du Vic-Bilh ihren eigenwilligen Charakter und die Alkoholstärke. Daneben wird sie in den Appellationen Béarn, Côtes de Saint-Mont, Floc de Gascogne und Tursan sowie in Australien, Kalifornien und Uruguay (Ende der 1990er Jahre waren dort fast 1000 Hektar mit Petit Manseng bestockt, die durch baskische Einwanderer importiert wurden) kultiviert. In Frankreich liegt die Rebfläche bei 987 Hektar (Stand 2007).
Im vollreifen Zustand erbringt Petit Manseng Weine mit Duftnoten von Zimt, exotischen Früchten, Honig und reifem Pfirsich. Die Sorte ist anfällig für die Pilzkrankheiten Echter Mehltau und Falscher Mehltau der Weinrebe.
Zum Weinanbau sind in Frankreich die Klone 440 und 573 zugelassen. Zur gleichen Familie gehört die Rebsorte Gros Manseng. Eine im Jahr 2007 veröffentlichte Studie belegt, dass die Rebsorten Gros Manseng, Gros Manseng de Lucq, Manseng Vert und Petit Manseng genetisch sehr eng miteinander verwandt sind.
Siehe auch die Artikel Weinbau in Frankreich, Weinbau in Australien, Weinbau in den Vereinigten Staaten, Weinbau in Spanien und Weinbau in Uruguay sowie die Liste von Rebsorten.

## Synonyme
Die Rebsorte Petit Manseng ist auch unter den Namen Escriberou, Ichiriota zuria tipia (spanisches Baskenland), Icribota (französisches Baskenland), Iskiriota zuri tipia, Mansein, Mansein blanc, Manseing, Mansenc blanc, Mansenc grisroux, Manseng Blanc, Manseng petit blanc, Mansengou (Bezeichnung in der Region Béarn), Mansic, Mansin, Mausec, Mausenc Blanc, Miot, Petit Mansenc und Petit Manseng blanc bekannt.